# Vivid Entertainment
Vivid Entertainment Group è una casa di produzione pornografica statunitense con sede in Los Angeles fondata nel 1984.

## Panoramica
È uno dei più grandi produttori di film per adulti, con titoli per VHS e DVD. Fu fondata nel 1984 da Steven Hirsch e David James .
La compagnia più conosciuta è Vivid Girl, che si avvale di porno-attrici come: Briana Banks, Jenna Jameson, Taylor Hayes, Racquel Darrian, Devon, Ginger Lynn, Heather Hunter, Tawny Roberts, Sunny Leone, Kobe Tai, Tera Patrick, Sunrise Adams, Mercedez, Savanna Samson, Cassidey, Monique Alexander, Tiffany Taylor, Brea Lynn, Lacie Heart, Kayden Kross, Lanny Barby, Stefani Morgan, Lacey e Lyndsey Love, che in genere sono passate alla Vivid dopo aver esordito in altre compagnie di produzione.
La Vivid produce anche film pornografici di genere gay, sotto il nome di Vivid Man e Vivid Video.

## Riconoscimenti
La casa di produzione ha ottenuto oltre 250 premi nei maggiori concorsi del settore tra i quali:
- 1987 AVN Award – Best Video Feature for Blame it on Ginger[3]
- 1991 AVN Award – Best Vignette Release for Beat the Heat[4]
- 1992 AVN Award – Best Vignette Release for Scarlet Fantasy[5]
- 1992 AVN Award – Top Renting Release of the Year for The Masseuse[5]
- 1992 AVN Award – Best Film for On Trial[5]
- 1997 AVN Award – Best Film for Bobby Sox[6]
- 1998 AVN Award – Best Film for Bad Wives[7]
- 2000 AVN Award – Best Film for Seven Deadly Sins[8]
- 2002 AVN Award – Best Film for Fade To Black[9]
- 2003 AVN Award – Top Selling Release of the Year for Brianna Loves Jenna[10]
- 2003 AVN Award – Top Renting Release of the Year for Brianna Loves Jenna[10]
- 2004 AVN Award – Best Film for Heart of Darkness[11]
- 2005 AVN Award – Best Film for The Masseuse[12]
- 2005 AVN Award – Best Video Feature for Bella Loves Jenna[12]
- 2006 AVN Award – Best Film for The New Devil in Miss Jones[13]
- 2006 AVN Award – Top Renting Release of the Year for The Masseuse[13]
- 2007 AVN Award – Best Gonzo Release for Chemistry[14]
- 2007 AVN Award – Best Interactive CD-ROM – Game for Virtual Vivid Girl Sunny Leone[14]
- 2008 AVN Award – Top Renting Title of the Year – 2007 for Debbie Does Dallas ... Again[15]
- 2008 AVN Award – Best Film for Layout[15]
- 2008 AVN Award – Best Pro-Am Series for Filthy's First Taste[15]
- 2009 AVN Award – Best Music Soundtrack – The Bad Luck Betties[16]
- 2009 AVN Award – Best Educational Release for Tristan Taormino's Expert Guide to Oral Sex 2[16]
- 2009 AVN Award – Best Film for Cry Wolf[16]
- 2010 AVN Awards – Throat: A Cautionary Tale won 5 awards[17]
- 2010 AVN Award – Best Overall Marketing Campaign – Company Image[17]
- 2010 AVN Award – Best Music Soundtrack – Live in My Secrets – Vivid-Alt[17]
- 2010 AVN Award – Vivid Ed for Best Educational Release – Tristan Taormino's Expert Guide to Threesomes[17]
- 2010 AVN Award – Best Pro-Am Series Brand New Faces[17]
- 2010 XBIZ Award Nominee – Studio of the Year[18]
- 2010 XBIZ Award Nominee – Feature Movie of the Year for Faithless[18]
- 2010 XBIZ Award Nominee – Feature Movie of the Year for Throat: A Cautionary Tale[18]
- 2010 XBIZ Award Nominee – Feature Movie of the Year for Live In My Secrets (Vivid-Alt)[18]
- 2010 XBIZ Award – Marketing Campaign of the Year – Throat: A Cautionary Tale[19]
- 2012 XBIZ Award – Marketing Campaign of the Year – Spider-Man XXX[20]
- 2013 XBIZ Award Nominee - Studio of the Year, Parody Release of the Year-Comedy for Star Wars XXX: A Porn Parody; also Parody Release of the Year-Drama for The Avengers XXX: A Porn Parody and The Dark Knight XXX: A Porn Parody. Additional nominations include: All-Sex Series of the Year for Brand New Faces, Vignette Release of the Year for Allie Haze: True Sex and Goddess[21]
- 2013 XBIZ Award – Vignette Release of the Year – Allie Haze: True Sex[22]
- 2013 XBIZ Award - Parody Release of the Year - Comedy - Star Wars XXX: A Porn Parody[23]
- 2014 XBIZ Award – 'Parody Release of the Year – Drama' – Superman vs. Spider-Man: An Axel Braun Parody and 'Couples-Themed Release of the Year' – Orgy University,[24]
- 2015 XBIZ Award – 'Feature Movie of the Year' – Wetwork[25]
- 2015 XBIZ Award – 'Best Art Direction' – Wetwork[25]